# هیندرینگهم
هیندرینگهم (به انگلیسی: Hindringham) یک روستا و محله مدنی در بریتانیا است که در North Norfolk واقع شده‌است. هیندرینگهم ۱۳٫۷۲ کیلومتر مربع مساحت و ۴۵۷ نفر جمعیت دارد.